# Fernand Le Rachinel
Fernand Le Rachinel este un om politic francez, membru al Parlamentului European în perioada 2004-2009 din partea Franței. 
1. 1 2 3  Deputații în Parlamentul European